# Andrena thomsonii
Andrena thomsonii là một loài Hymenoptera trong họ Andrenidae. Loài này được Ducke mô tả khoa học năm 1898.